# Mechelen-Centrum
Het Centrum van Mechelen is een wijk in de stad Mechelen.
Het centrum kan worden afgebakend door de ringweg R12 of, historisch gezien, door de stadsomwalling van Mechelen.

## Toeristisch
- Mechelen heeft een middeleeuws stadscentrum met een schitterende Grote Markt; er zijn huizen uit verschillende tijden, renaissancehuizen uit de zestiende eeuw en huizen in rococostijl uit de achttiende eeuw; er is de Sint-Romboutstoren, het Paleis van de Grote Raad,  nu het Stadhuis van Mechelen, en het onvoltooide belfort.
- De Brusselpoort is het enige overblijfsel van de stadswal rond Mechelen; dit indrukwekkende monument herbergt ook het Brusselpoortmuseum; de poort dateert uit de 13de eeuw, het was de hoogste poort van Mechelen en wordt ook wel de overpoort genoemd.
- De IJzerenleen; dit rechthoekige plein was vroeger een vismarkt; deze herinnering wordt levend gehouden door de visfontijnen; dit plein heeft zijn naam te danken aan de gotische leuning die er nog steeds staat.
- De Vismarkt, 16e-eeuws plein in het hart van de stad naast de Binnendijle
- Het Paleis van Margareta van Oostenrijk, genaamd Hof van Savoye; Margareta zetelde hier als landvoogdes van de Nederlanden; haar standbeeld staat op de Grote Markt.
- Mechels Horlogerie- en klokkenmuseum, Lange Schipstraat 13.
- Het Hof van Busleyden, een woning uit de 16de eeuw, gebouwd naar ontwerp van Antoon I Keldermans en Rombout II Keldermans, nu een museum, o.a. een Gallo-Romeinse afdeling met een zeldzame verzameling tinnen nachtpotten; mooi gerestaureerd; voorbeelden van Mechelse kant en meubilair.
- Het Groot en Klein Begijnhof; het klein begijnhof is het oudste en bevindt zich in de K. De Deckerstraat in het noorden van de stad.

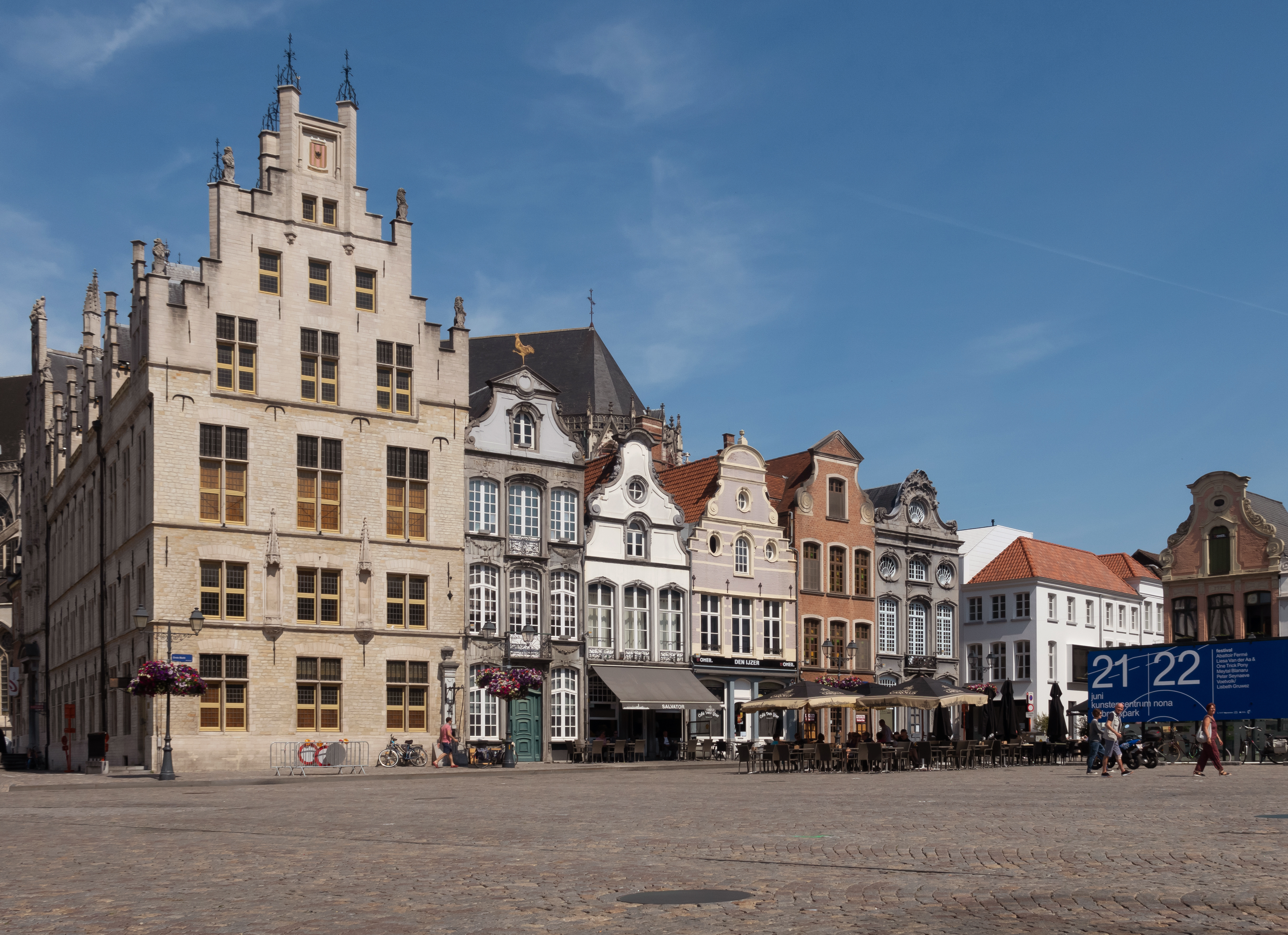
Monumentale panden aan de Grote Markt
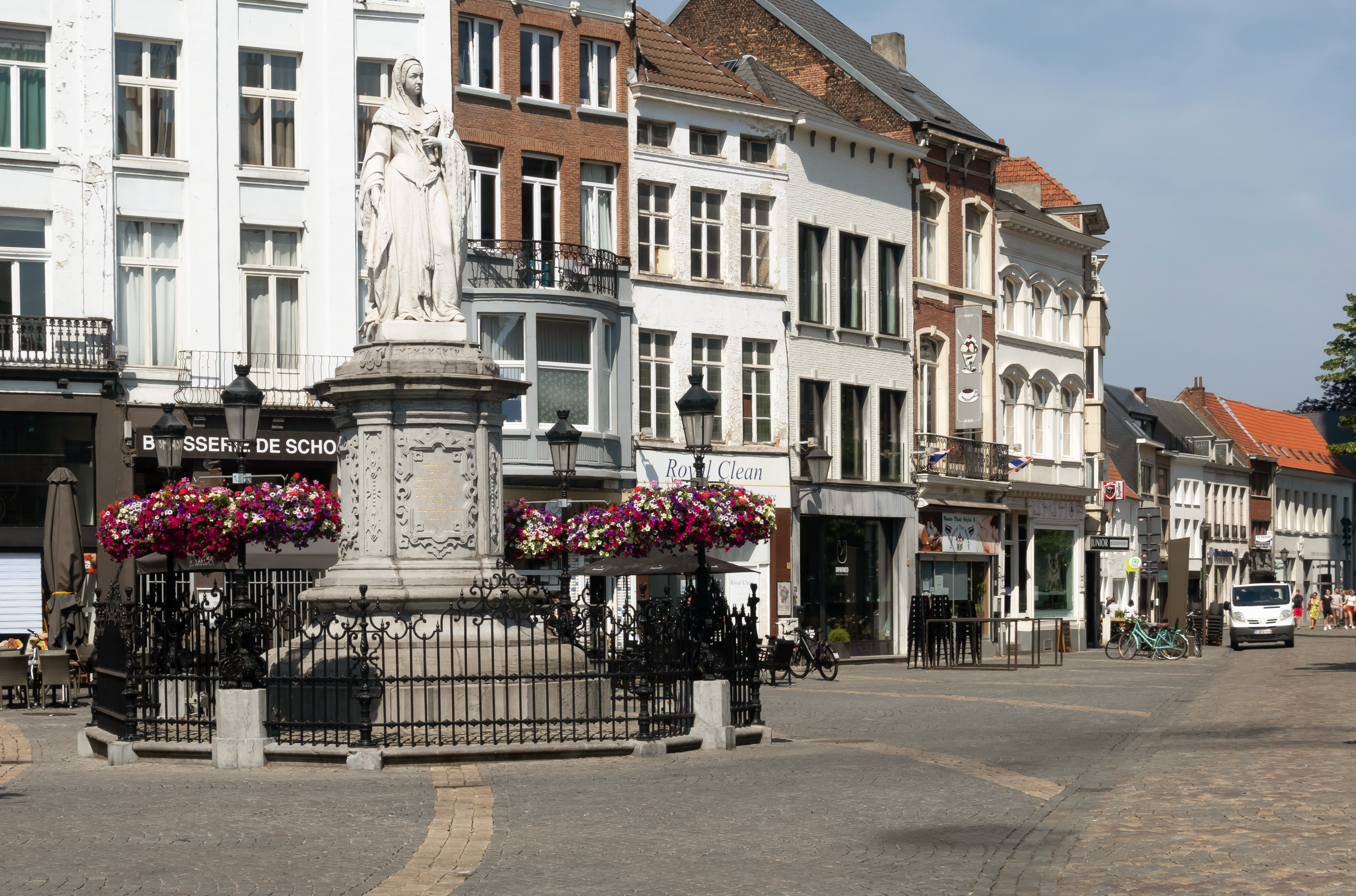
Standbeeld van Margaretha van Oostenrijk
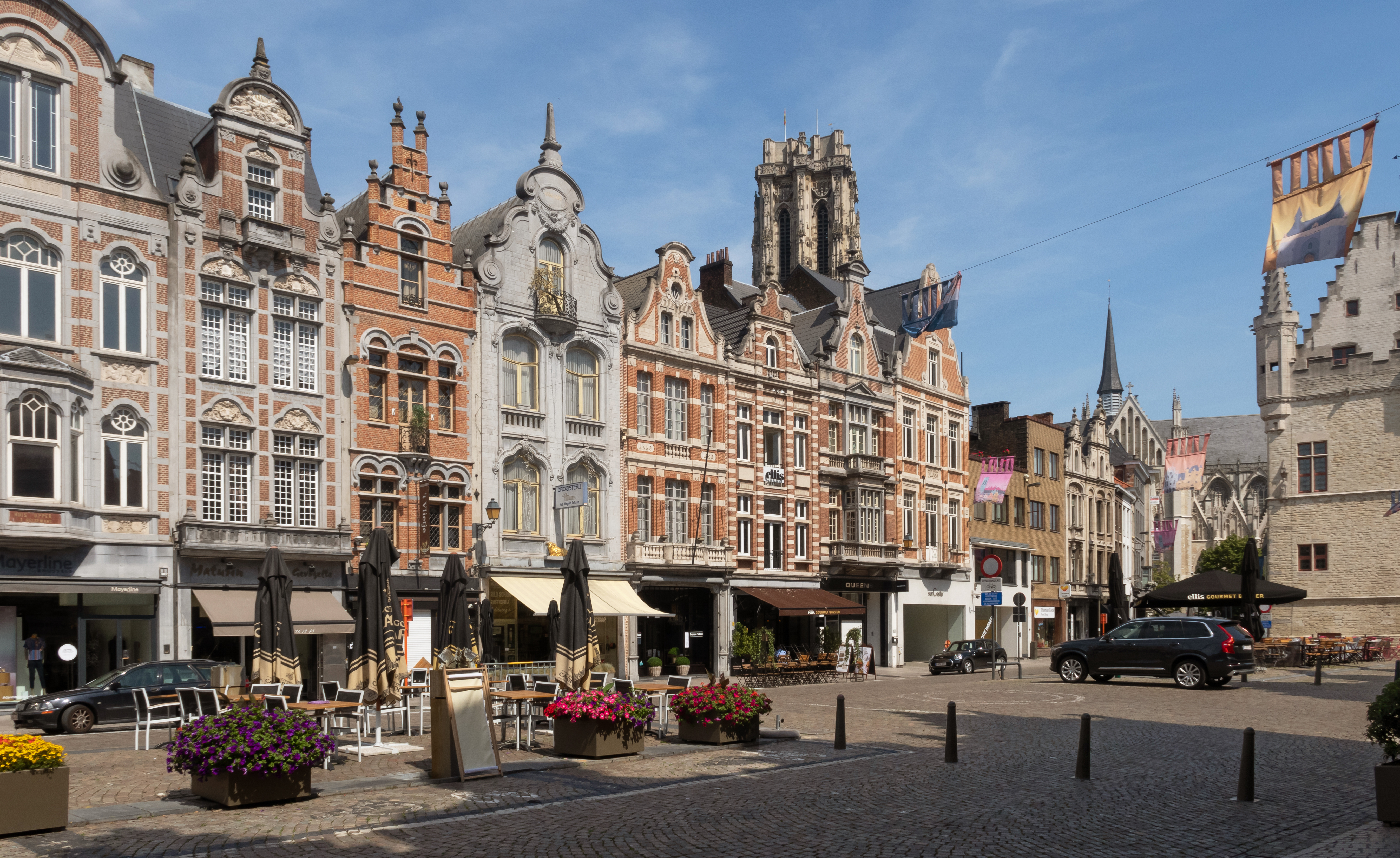
IJzerenleen
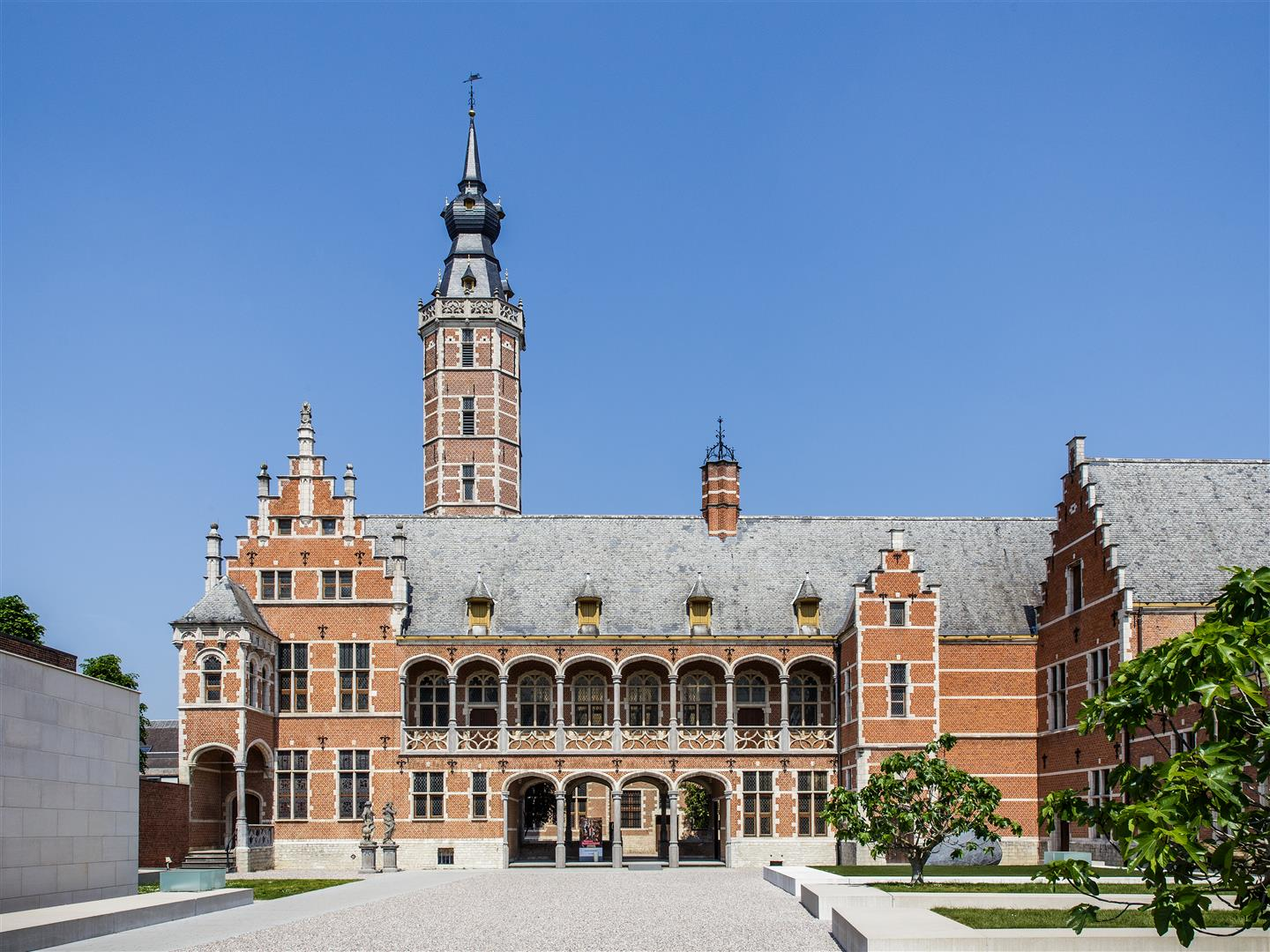
Hof van Busleyden
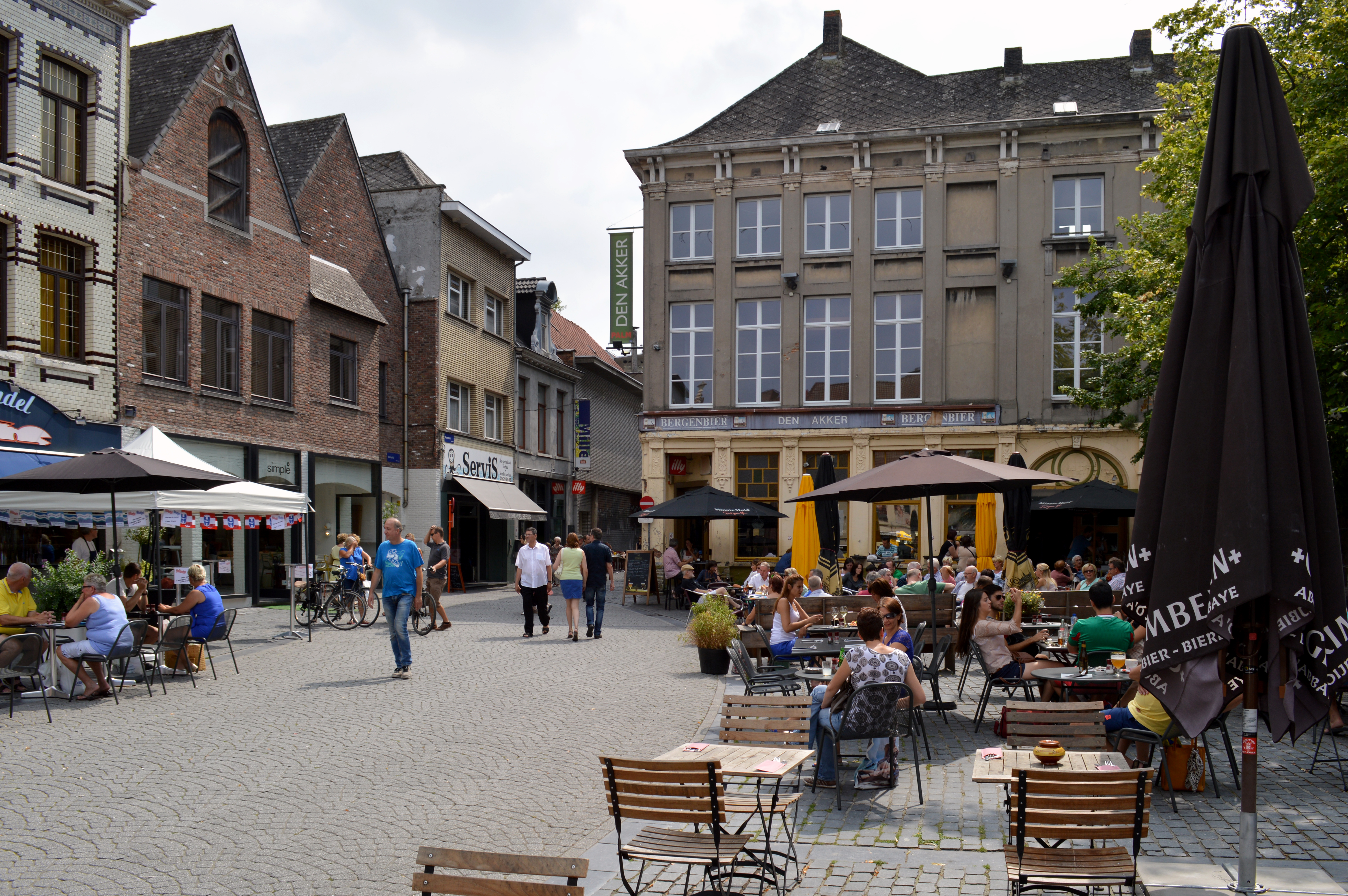
Vismarkt in 2014
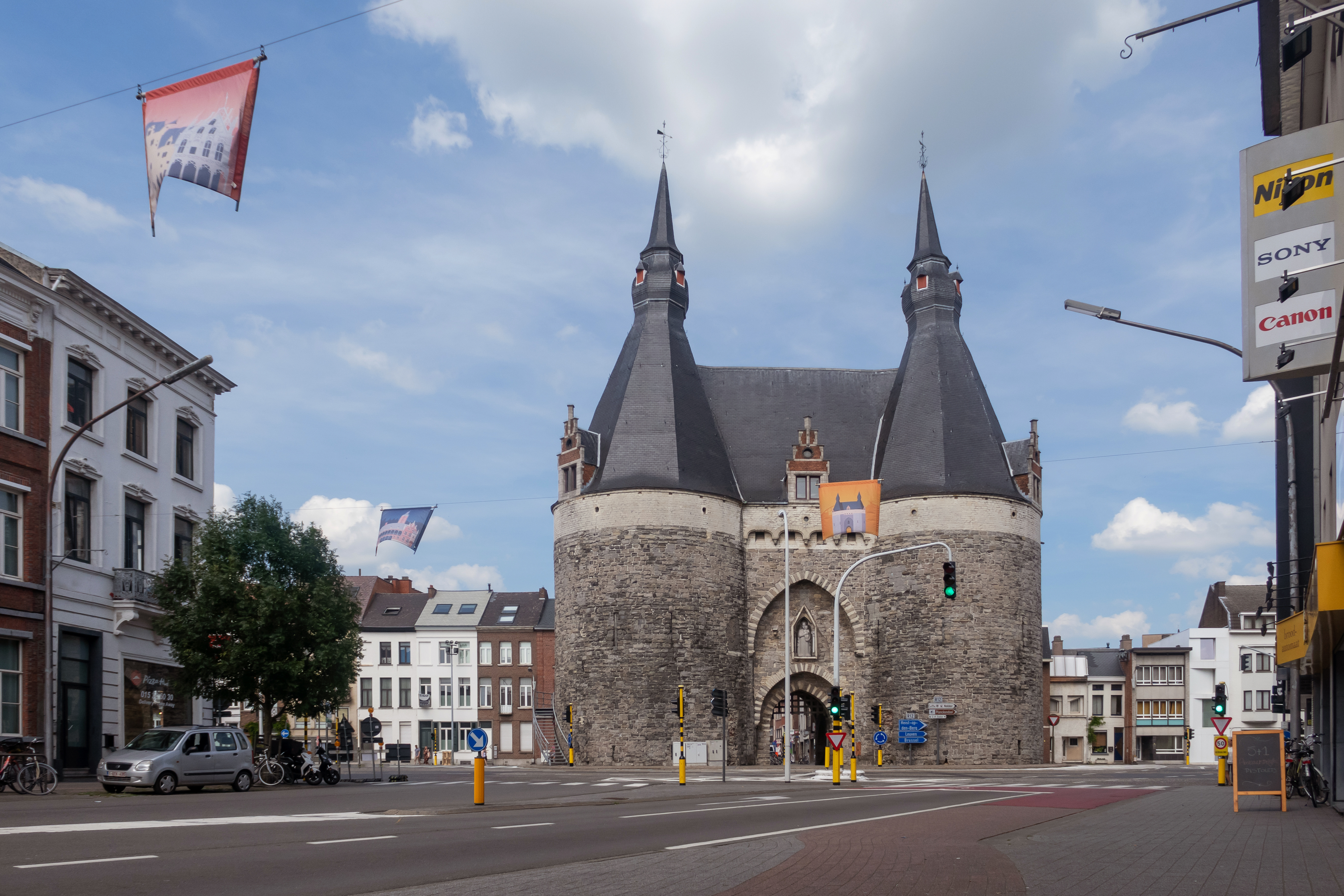
Brusselpoort

## Kerken
Mechelen-centrum telt 7 historische kerken, waaronder de Sint-Romboutkathedraal. 
- De Sint-Romboutskathedraal is maar half afgewerkt; de toren (nu 97,9 m) moest normaal 167 m hoog worden, zeker hoger dan de kathedraal van Antwerpen maar volgens de overlevering zijn de Antwerpenaren de bouwmaterialen komen stelen en nu staat er een stompe toren die beklommen kan worden met een audiogids. De reden waarom men gestopt is met bouwen is onduidelijk: er was geen tekort aan geld want het was de gouden eeuw van Mechelen. De eerste steen werd gelegd in 1452. In het Zeeuwse Zierikzee staat een toren van hetzelfde bouwmeestersgeslacht, de familie Keldermans, die eveneens niet volledig is afgewerkt. In de toren is ook een beiaard geïnstalleerd. Op het dak van de toren is een skywalker geplaatst zodat je gemakkelijker van het  uitzicht kan genieten. De toren telt 538 treden, met enkele rustpunten. In de kerk is er een werk van Antoon van Dijck, De kruisdood van Christus, te bewonderen.
- De Onze-Lieve-Vrouw-van-Hanswijkbasiliek
- De Sint-Janskerk (Sint-Jan de Evangelist); in deze kleinere kerk zijn twee muurschilderingen ontdekt bij de restauratie van de kerk; het zijn afbeeldingen van Sint Christoffel en Sint Joris; de ruimte waar de schilderingen zich bevinden zijn enkel te betreden met een gids; er bevindt zich ook een schilderij van Rubens, De aanbidding der wijzen.
- De Onze-Lieve-Vrouw-over-de-Dijlekerk; er bevindt zich een drieluik van Rubens, de Wonderbare Visvangst
- De Sint-Pieters-en-Paulus
- De barokke Begijnhofkerk, opgedragen aan Sint-Alexius en Sint-Catharina, in het Begijnhof.
- De barokke kerk van Onze-Lieve-Vrouw van Leliëndaal in de Bruul, van de hand van Lucas Faydherbe.
- De gotische Sint-Katelijnekerk  in de Sint-Katelijnestraat.

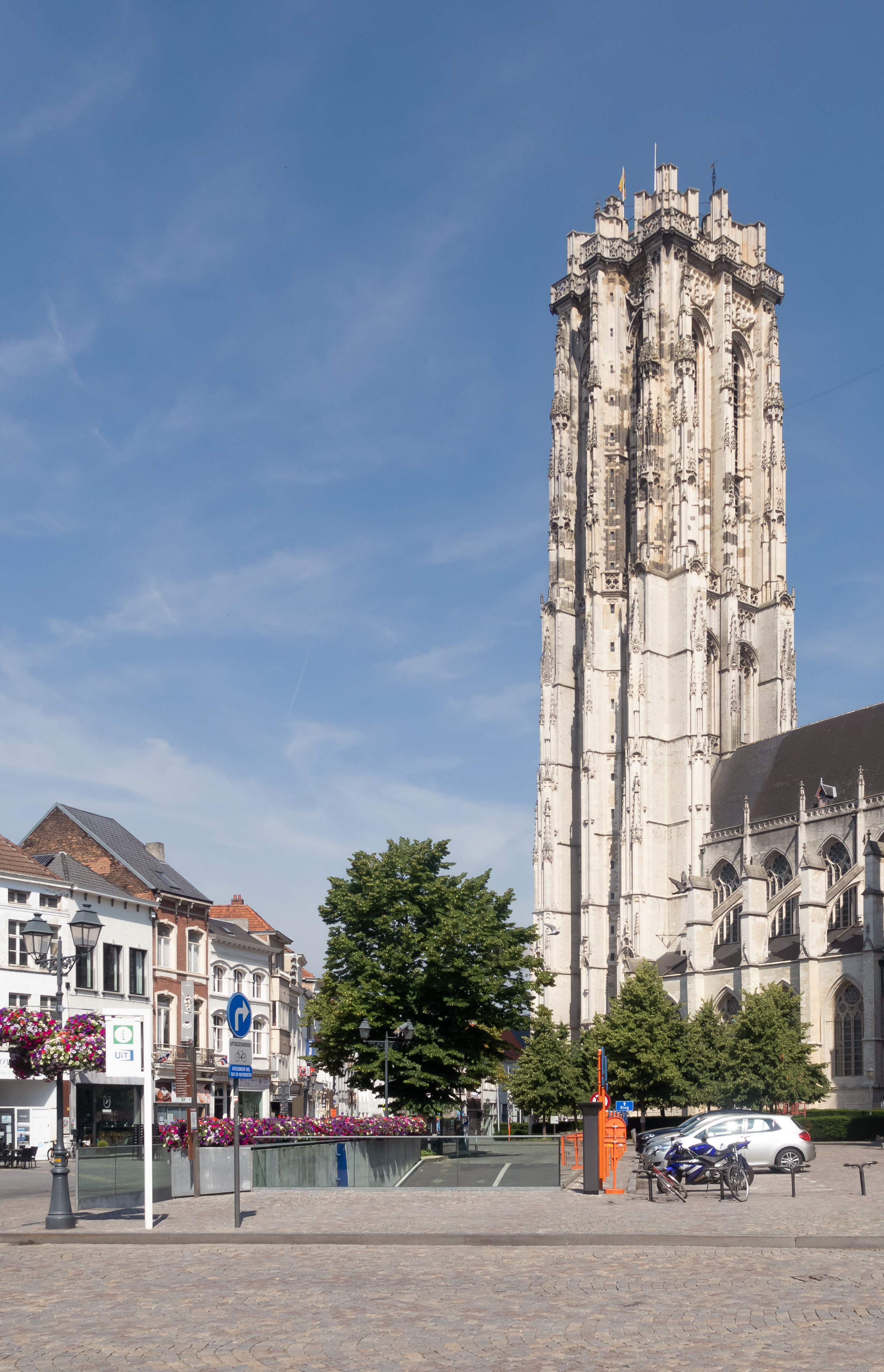
Sint-Romboutskathedraal
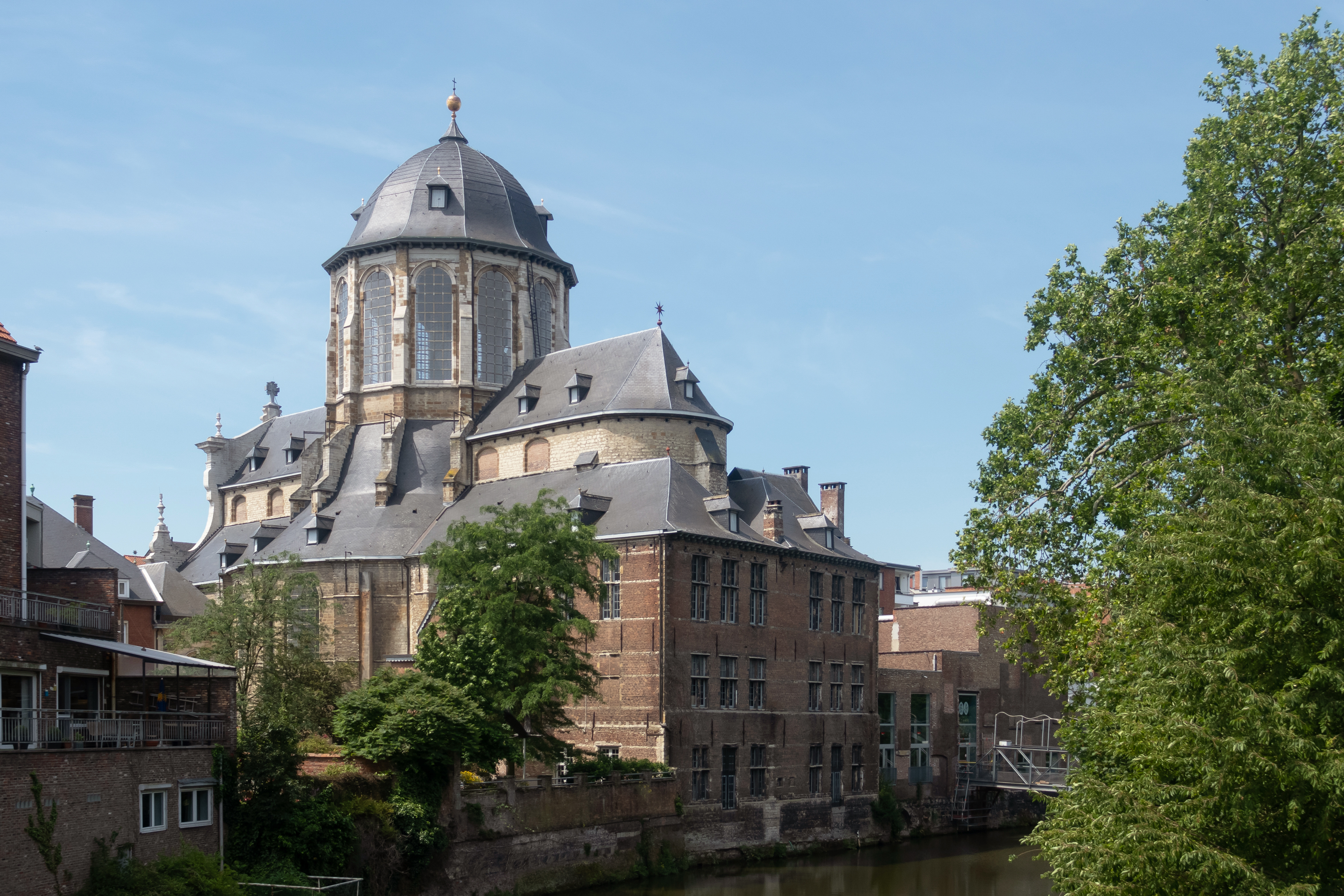
Onze-Lieve-Vrouw-van-Hanswijkbasiliek
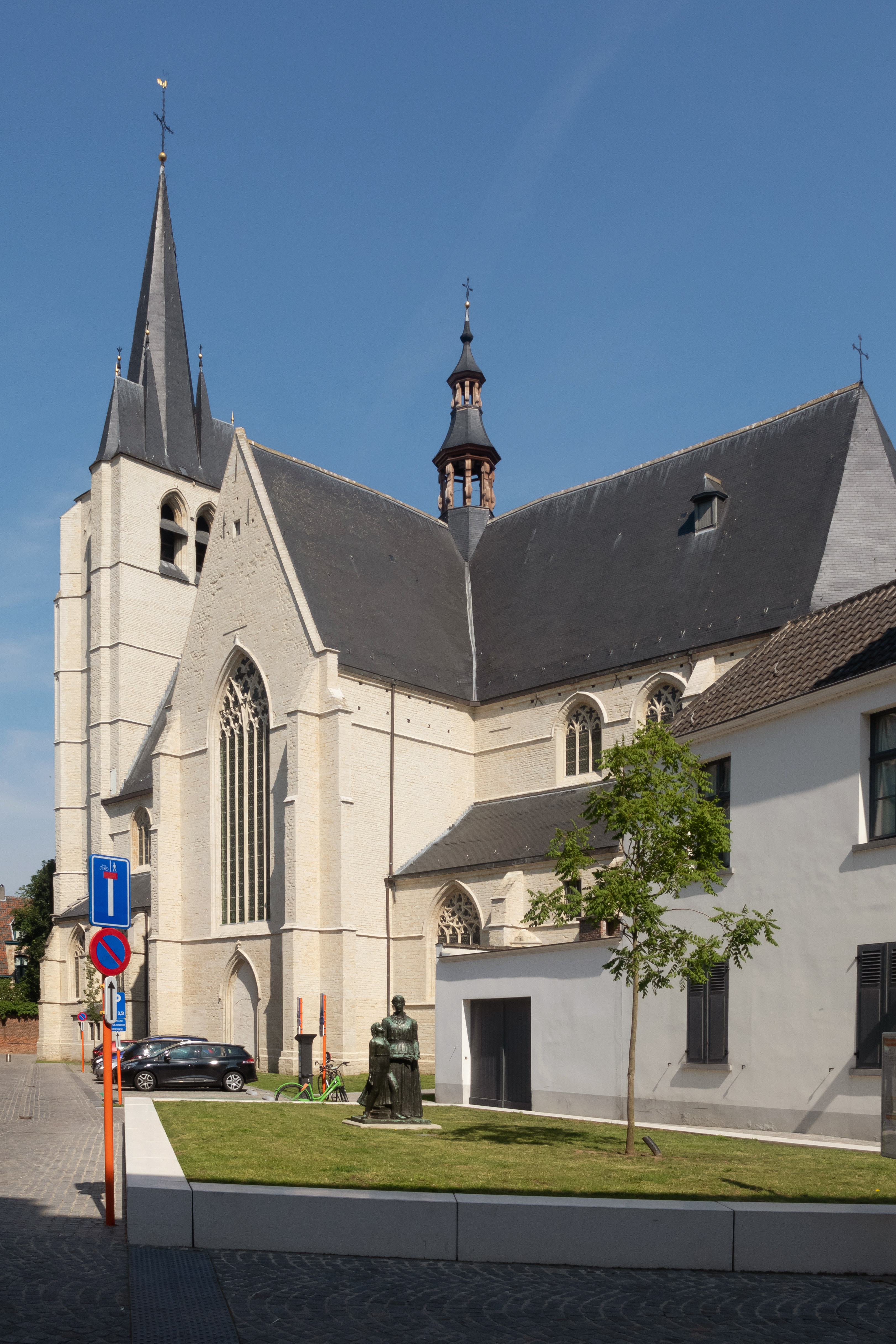
Sint-Janskerk
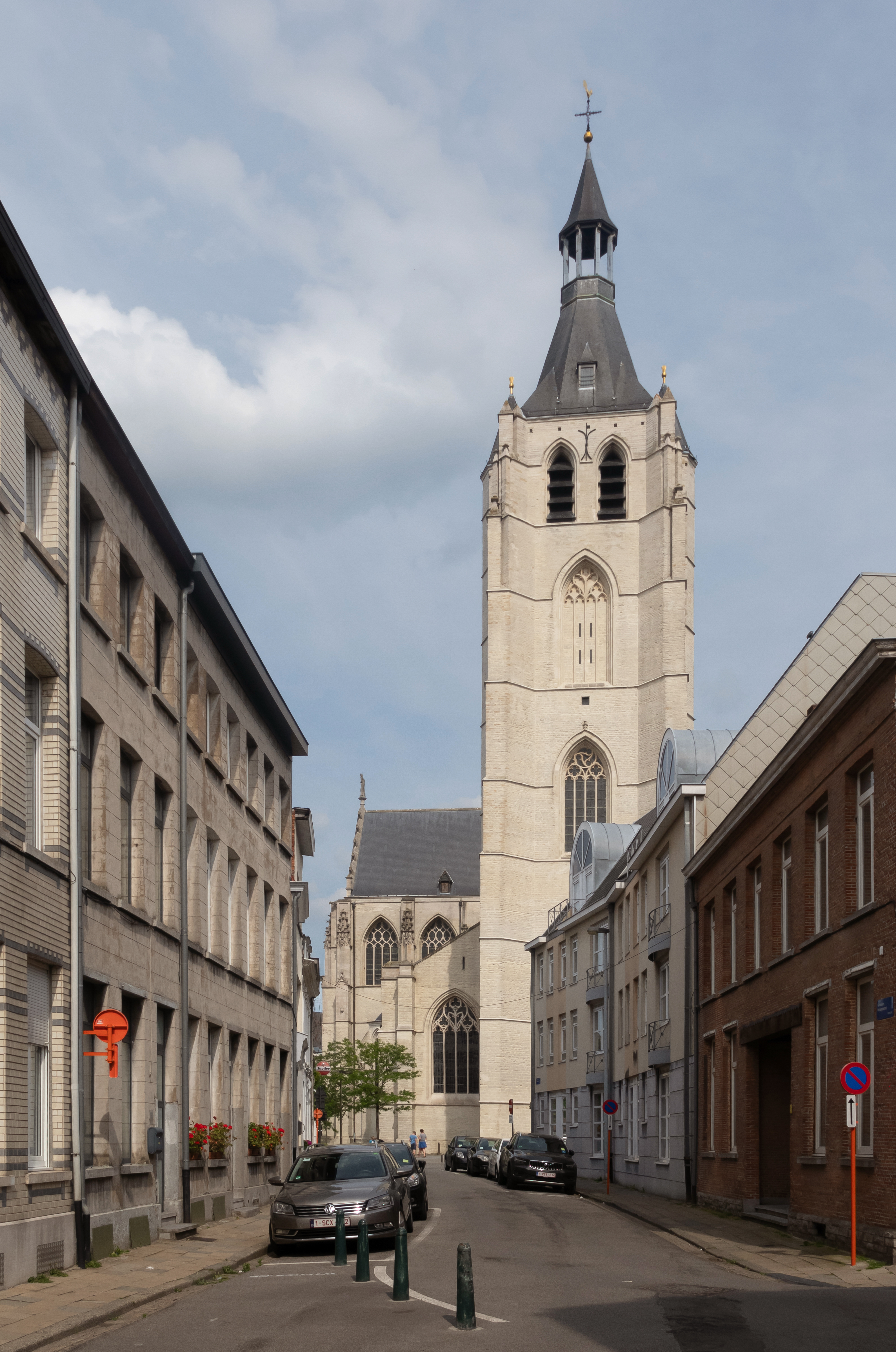
Onze-Lieve-Vrouw-over-de-Dijlekerk